# برونو بوشری
برونو بوشری (فرانسوی: Bruno Boscherie‎؛ زادهٔ ۲۲ فوریهٔ ۱۹۵۱) شمشیرباز اهل فرانسه است.
وی در مسابقات کشوری و بین‌المللی در مجموع برندهٔ ۱ مدال طلا شده‌است.